# Sürwürden
Sürwürden ist ein Ortsteil (Bauerschaft) von Rodenkirchen und damit Teil der Gemeinde Stadland.

## Ortsteile
Zu Sürwürden gehören Sürwürderdeich und Sürwürderwurp.

## Geschichte
Sürwürden ist ein Wurtendorf, es besteht also aus mehreren Wurten die mit der Zeit zusammengewachsen sind, genau wie das Nachbardorf Alse. Vergleichbare Siedlungen, die wie Sürwürden auf dem Uferwall der Weser liegen, waren bereits zur Römischen Kaiserzeit als Flachsiedlung besiedelt.
Im Mannzahlregister der Vogtei Rodenkirchen taucht Sürwürden 1581 mit 26 waffenfähigen Hofstellen auf. Im Jahr 1907 wurde ein Bahnhofsgebäude für die Strecke Hude – Blexen errichtet. Der Landweg von Sürwürden nach Schmalenfleth wurde 1910/1911 zu einer Chaussee ausgebaut.

## Demographie
| Zahl    | Einwohner |
| ------- | --------- |
| 1675    | 165       |
| 1743    | 174       |
| 1769    | 148       |
| 1781/83 | 166       |
| 1815    | 172       |
| 1855    | 184       |
| 1925    | 163       |
| 1939    | 141       |
| 1946    | 221       |
| 1950    | 221       |
| 1961    | 154       |
| 1970    | 154       |

## Personen
- Eduard Lübben (1840–1916), Abgeordneter des Oldenburgischen Landtags (1893–1899) Hausmann und Pferdezüchter, lebte in Sürwürden.